# Ahmed Orabi
Ahmed Orabi Pasha (en árabe: احمد عربي باشا) fue un oficial militar nacionalista del ejército egipcio.
Participó en el motín de 1879 contra el jedive Tawfiq Pasha, una revuelta general contra la administración egipcia manejada por los franceses y los británicos. Accedió al gobierno de Tawfiq y realizó reformas de las administraciones militares y civiles de Egipto.
Su fin se vio dado por las manifestaciones en Alejandría de 1882, donde el resultado fue el inicio de la Guerra anglo-egipcia, el bombardeo y la invasión británica. Fue depuesto al igual que sus aliados a favor de una ocupación británica.

## Biografía
Ahmed Orabi (Hirriyat Razna 1841-Egipto 1911) es un oficial militar nacionalista del ejército egipcio.
Accede a la Academia del Cairo en 1854 y tras graduarse obtiene el título de Coronel, será uno de los primeros egipcios en conseguirlo, ya que antes estos diplomas sólo podían obtenerlos hombres de origen turco.
Sirve en varias disciplinas del ejército y participa también en la campaña egipcia de Abisinia (1875).
Dirigió el movimiento nacionalista en contra del jedive Tawfiq Pasha y creó el grupo que la encabezó, la Sociedad Secreta de Oficiales Egipcios, que más tarde daría lugar al partido Al-hizb al-watani.
Tras la revuelta de 1881 sería juzgado y condenado a muerte, pena conmutada por el exilio a Ceilán.

## Crisis económica de 1862
Cuando Ismail, hijo del jedive Ibrahim, ocupa en 1863 en virreinato, continua con la modernización del país, sin embargo se encuentra con la situación de tener que revisar las concesiones que se habían hecho a la Compañía del Canal. Muchos terrenos que habían sido cedidos son recuperados, pero a cambio debe indemnizar a la Compañía. La mano de obra se ve sustituida por asalariados. Esto supondrá una carga más a la economía egipcia.
A la creación de nuevos canales, la mejora de los puertos de Suez y Alejandría, la ampliación de la red de ferrocarril y alguna otra reforma, las arcas del Estado debieron correr con gastos, que solo buscaban una imagen más europea a Egipto, como la construcción de una ópera, que se inauguraría junto con el Canal de Suez en 1867.
Todo esto llevó a Egipto a una crisis que comenzó en 1962, ayudada a prender la mecha con la llegada de la peste bobina, o el boom algodonero que se dio entre 1862 y 1865 y que ahí sería su final.
Pero no es hasta 1870 cuando las dificultades se agravan. Para que el jedive Ismail pudiera hacer frente a los pagos del país, debía contraer nuevos préstamos, lo que supuso que la deuda anterior aumentara.
Para que el país continuara adelante, en agosto de 1871, el jedive impone la ley de la muqabala, en la que los propietarios debían adelantar seis años de la contribución que se desgrabarían en la mitad de sus impuestos. Esto supuso que hubiera falta de liquidez y al retraso de los pagos a militares y funcionarios.
En 1875, Ismail estuvo al borde de la suspensión de pagos, pero el gobierno inglés de Disraeli compró las acciones del Canal de Suez, por un precio muy inferior al real.
Este dinero no era suficiente, por lo que Ismail pidió a Gran Bretaña el envío de expertos en finanzas para que recondujeran la economía egipcia.
La bancarrota que se produjo un año después, en 1867, supuso el control por parte de Gran Bretaña y Francia, de la situación financiera de Egipto.
Se creó una Comisión internacional de la Deuda, compuesta por siete miembros, entre los que estaba Sir Evelyn Baring (Lord Cromer), quien impuso la medida de reducir en gastos superfluos dirigidos a los sueldos de muchos oficiales. Esto puso en pie de guerra al ejército.

## Revuelta de Ahmed Orabi
El descontento y el mal estar entre la población egipcia debido a la presencia europea en el país, llevó al nacimiento de un movimiento nacionalista dirigido por la Sociedad Secreta de Oficiales Egipcios – creada en 1876 – dirigida por el Coronel Ahmed Orabi. Este grupo recibió el nombre de Grupo de Helwan, del cual surgió el partido Al-Hizb al-Watani en 1879 —partido antieuropeo, antiotomano y antimameluco— que contó con el apoyo de la burguesía y de las clases populares.
Este levantamiento nacionalista egipcio se produce entre 1878 y 1882 dirigido por Orabi. Se produce como protesta al predominio europeo en la política egipcia y contra el poder que ostentaba el jedive Tawfiq Pasha —al cual se trata de deponer— y conseguir el fin de la presencia francesa y británica en Egipto.
A este movimiento se unieron también discípulos de Al-Afgani, destaca sobre todo Muhammad Abduh, el cual decía: La única solución era el alejamiento del territorio egipcio de la presencia británica.
Mientras el jedive Isma’il Pasha dirigía Egipto a la bancarrota, varios oficiales del ejército, entre los que se encontraba Orabi, se reunieron y expusieron su descontento con su administración, el fin de este grupo era acabar con la influencia franco-británica en el país. Esto llevó a que en febrero de 1879 los oficiales realizaron una protesta frente al Ministerio de Finanzas, dónde pedían que se les restableciera su salario, que se había visto reducido notablemente.
En junio de 1879 Isma’il es sucedido por Tawfiq Pasha, sin embargo, la situación de Egipto continúa siendo crítica y el país es declarado insolvente.
Esto hace que el descontento del ejército continúe aumentando. Los dos años siguiente se darán continuos enfrentamientos entre el jedive, los poderes políticos y el ejército.
El ejército —dirigido por Orabi— cada vez gana más poder y sus demandas cada vez son más extremas, pero para afianzar su posición y autoridad, busca reforzar su poder nombrando a Riaz Pachá como primer ministro.
Se sucedieron varias reuniones secretas del grupo dirigido por Orabi y en noviembre de este mismo año, emitieron un manifiesto que exigía el fin de la influencia europea en Egipto y el control sobre el jedive, además de pedir la dimisión del Ministro de Guerra —‘Uthman Rifki— al cual querían sustituir por Mahmud Sami Barudi.
En septiembre de 1881, el ejército asalta el Palacio de Abidin y piden la destitución del gabinete extranjero y solicitan que se cree uno nuevo nacional, una cámara de diputados y el aumento de efectivos para el ejército.
Sin embargo, todo lo solicitado fue desestimado por el jedive Tawfiq además de solicitar el arresto de los líderes rebeldes en 1881.
Orabi y el resto de líderes encarcelados fueron liberados por su propio regimiento, es entonces cuando Tawfiq empieza a satisfacer las demandas, depone a Rifki y aumenta los salarios, pero las tropas eran ya imposibles de controlar.
El malestar continúa aumentando y en junio se presenta otra nueva demanda al jedive. Esto trasladó a los coroneles a la escena política, Orabi liderará el movimiento de oposición al gobierno. Este grupo se regía bajo el lema “Egipto para los egipcios” con el fin de representar el sentimiento de rechazo que todos los egipcios sentían ante la presencia europea.
La tensión aumentó hasta tal punto que el ejército se enfrentó al jedive Tawfiq frente a su palacio.
Los coroneles exigieron una constitución, un cambio de gobierno y un aumento en las filas del ejército.
El jedive, ante esta situación pide ayuda a las tropas otomanas y británicas con el fin de terminar con el motín, sin embargo, aceptó todo lo solicitado por los coroneles. Mientras, Sherif Pasha es nombrado Primer ministro.
En enero de 1881, se produce la respuesta franco-británica dónde declaran que el jedive es la única garantía de orden y estabilidad para Egipto. Tawfiq se siente con el apoyo europeo y conspira contra el nuevo régimen.
El pueblo interpreta la respuesta franco-británica como una invasión inminente, por lo que se prepararon para combatir.
Se produce, esta vez, una respuesta franco-británica, iniciándose la Guerra anglo-egipcia, estos enviaron una flota conjunta al puerto de Alejandría. Esto supuso que el pueblo se armara para esperar el ataque.
Orabi, que en este momento estaba en El Cairo, tuvo que desplazarse a Alejandría para sofocar los disturbio, pero esto no sirvió, el resultado fueron: el asesinato de algunos egipcios y europeos, el saqueo de la ciudad y el incendio de algunas zonas de esta.

### Intervención franco-británica
Mientras, el jedive, propone a las tropas europeas el bombardeo del puerto de Alejandría; Francia ante esta propuesta se retira, pero Gran Bretaña continúa adelante con el bombardeo, que se produjo el 11 de julio de 1882.
A su vez, Tawfiq ordena al ejército egipcio luchar contra las tropas británicas.
Ante esto, Orabi declara al jedive Tawfiq traidor y pide al ejército que resista el envite de las tropas británicas.
El ejército de Orabi conoce la derrota ante las tropas británicas en Tal al-Kabir, pero antes del final de la batalla, Orabi se retira de la zona y se dirige hasta el jefe de las fuerzas británicas, ante el cual se rinde.
Orabi y sus seguidores son acusados de instigar la revuelta y con condenados a muerte, sin embargo esta quedó rebajada al exilio a Ceilán (actual Sri Lanka).
La respuesta a esto fue la ocupación militar británica en 1882. Los objetivos, definidos por Lord Cromer, fueron:
- La exportación de algodón egipcio a Europa.
- La importación de textiles europeos con altas tasas aduaneras.[7]

Mientras Francia se niega al enfrentamiento armamentístico, la administración británica de Glastone acabó con el levantamiento bombardeando el puerto de Alejandría. Con esto, el país estará bajo el dominio británico hasta la Segunda Guerra Mundial.

## Últimos años y exilio
Orabi es juzgado por el jedive el 3 de diciembre de 1882, a pesar de la defensa de sus abogados, este se declara culpable y es condenado a muerte, pero la pena se verá reducida al destierro.
Durante su periodo de destierro en Ceilán, trabajó para mejorar la educación de los musulmanes de la isla.
Tras su periodo de exilio —de 29 años— en Ceilán, se le permitió regresar a Egipto en 1901, pero no participó más en la política del país y murió en 1911.
Ahora es considerado en Egipto como el primero de esos líderes egipcios nativos que se opuso a la ocupación extranjera de Egipto.

## La figura de Ahmed Orabi en el Egipto contemporáneo

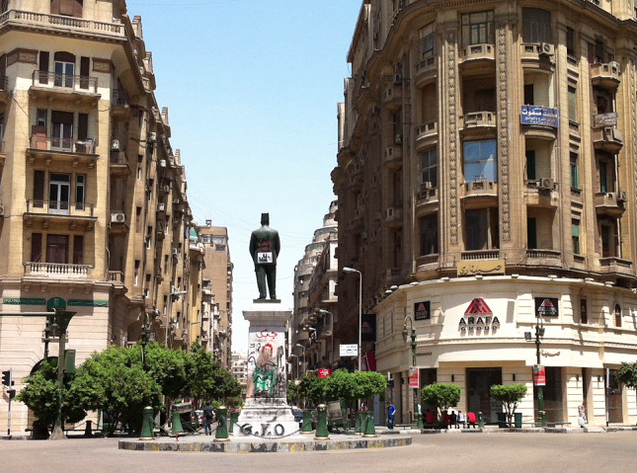
Plaza Ahmed Pacha, El Cairo.

La figura de Ahmed Orabi —héroe nacional egipcio que luchó contra la ocupación europea del país— será recuperada en el Egipto contemporáneo.
Uno de estos momentos se da el 23 de julio de 1952, cuando un nuevo grupo de jóvenes coroneles egipcios se movilizan para derrocar al último descendiente de Mehmet Alí.
Durante esta revuelta se recuperará la figura de Orabi, el cual también luchó contra la presencia europea en Egipto, es a partir de este momento cuando Ahmed Orabi entrarrá a formar parte, de manera oficial, del panteón de héroes nacionales de Egipto.